# Івашечкін Макар Васильович
Макар Васильович Івашечкін (19 січня 1897 року, село Меркульєво, Брянський повіт, Орловська губернія, тепер Брянський район, Брянська область — 16 серпня 1966 року, Одеса) — радянський військовий діяч, начальник штабу, 1-й заступник командувача військ Одеського військового округу, генерал-лейтенант (з 13 вересня 1944 року).

## Біографія
У травні 1916 року був призваний до лав російської імператорської армії, після чого був направлений на Західний фронт, де був призначений на посаду командира взводу. У травні 1917 року в чині унтер-офіцера демобілізований з лав армії.
У листопаді 1918 року вступив до лав Червоної армії, після чого був призначений на посаду командира взводу окремого Єлисеєвського загону Орловської губернії. У лютому 1919 року був направлений на навчання на Орловські піхотні курси, після закінчення яких у березні 1920 року був призначений на посаду молодшого інструктора курсів командного складу 10-ї армії (Кавказький фронт), а в серпні — на посаду ад'ютанта дивізійного депо та командира роти дивізійної школи 14-ї стрілецької дивізії цієї армії.
Після закінчення війни продовжив служити в складі цієї дивізії на посадах командира роти і гренадерського взводу дивізійної школи. У грудні 1921 року був призначений на посаду старшого інструктора гренадерської справи 3-го стрілецького полку, дислокованого в Тифлісі, у листопаді 1922 року — на посаду викладача повторних курсів комскладу там же. У жовтні 1924 року був направлений на навчання на Стрілецько-тактичні курси «Постріл», після закінчення яких, у жовтні 1925 року був призначений на посаду командира батальйону у складі 4-го і 6-го стрілецьких полків 2-ї Кавказької стрілецької дивізії.
У жовтні 1928 року був направлений на навчання у Військову академію імені Фрунзе, після закінчення якої в травні 1931 року був призначений на посаду начальника 1-ї частини штабу 3-го стрілецького корпусу (Московський військовий округ), у травні 1932 року — на посаду начальника штабу 26-ї стрілецької дивізії (ОЧДВА) на Далекому Сході, в березні 1935 року — на посаду начальника відділу бойової підготовки корпусу військово-будівельних частин ОЧДВА, а в травні 1937 року — на посаду командира 2-го військово-будівельного полку цього ж корпусу. У грудні того ж року був направлений на навчання в Академію Генштабу, після закінчення якої у вересні 1939 року був призначений на посаду старшого викладача академії Генштабу.
У вересні 1940 року був призначений на посаду начальника оперативного відділу штабу Харківського військового округу, а в березні 1941 року — на посаду начальника штабу 45-го стрілецького корпусу Харківського військового округу.
З початком німецько-радянської війни перебував на колишній посаді. 45-й стрілецький корпус дислокувався в Приволзькому військовому окрузі і в липні був включений до складу 13-ї армії, після чого брав участь у ході Смоленської битви. З 11 серпня по 25 вересня 1941 року тимчасово виконував обов'язки командира 45-го стрілецького корпусу. Після виходу з оточення з 25 серпня корпус перебував у резерві Брянського фронту. У грудні 1941 року був призначений на посаду начальника оперативного відділу штабу Брянського фронту, а в травні 1942 року — на посаду начальника штабу 3-ї армії.
У липні 1945 року був призначений на посаду начальника штабу, в січні 1947 року — на посаду 1-го заступника командувача військ Одеського військового округу, а у квітні 1949 року — на посаду начальника штабу — 1-го заступника командувача військ Південно-Уральського військового округу.
У березні 1952 року вийшов у відставку. Помер 16 серпня 1966 року в Одесі.

## Нагороди
- два ордени Леніна (23.07.1944, 21.02.1945);
- три ордени Червоного Прапора (09.08.1941, 03.11.1944, 1949);
- два ордени Кутузова 1 ступеня (10.04.1945, 29.05.1945);
- орден Суворова 2 ступеня (03.06.1944);
- орден Кутузова 2 ступеня (27.08.1943);
- орден Червоної Зірки (1938);
- кавалер лицарського ордена «Virtuti Militari» (ПНР)
- Орден «Хрест Грюнвальда» (ПНР)
- Медаль «За Варшаву 1939-1945» (ПНР)
- Медаль «За Одру, Нісу і Балтику» (ПНР)